# فرهاد فزونی
فرهاد فزونی (زادهٔ ۱۱ دی ۱۳۵۷) طراح گرافیک ایرانی است.

## زندگی‌نامه
فرهاد فزونی در سال ۱۳۵۷ در تهران زاده شد. این عضو انجمن صنفی طراحان گرافیک ایران، در سال ۱۳۸۲ کارشناسی گرافیک خود را از دانشکدهٔ هنر و معماری دانشگاه آزاد اسلامی دریافت کرد.

## فعالیت‌ها

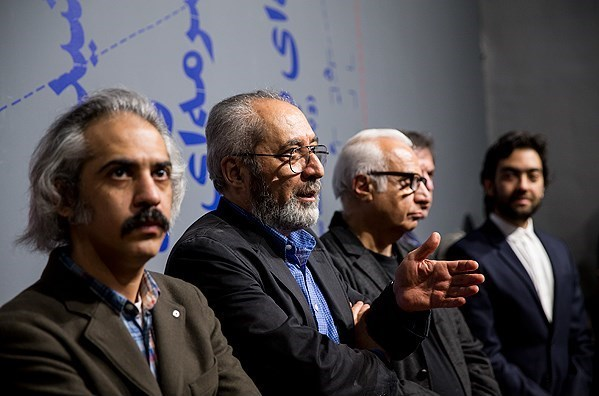
از چپ: فرهاد فزونی، ابراهیم حقیقی و مصطفی اسدالهی

### فعالیت‌های هنری
فرهاد فزونی طراحی پرکار است که توانسته در بین نسل پنجم طراحان گرافیک ایران قرار بگیرد. در آثار او عناصر تصویری در کنار نوشته و حروف چشم‌نوازند و ترکیبی از تصویر و نوشته را به نمایش می‌گذارند.
از مهم‌ترین مشخصه‌های کارهای او توجه به فضاهای بصری و ویژگی‌های فرهنگی شهر تهران است. هدف او ایجاد طرح‌هایی است که برآمده از تهران است و با مسائل معاصر تهران امروز در ارتباط است. او می‌خواهد که بینندگان آثارش شاهد آنچه که در جامعه رخ می‌دهند باشند و آثارش سندی باشد بر شرایط زندگی فعلی. کارهای او مملو از ارجاعاتی به زندگی روزمره، زندگی خیابانی و زندگی در جامعهٔ شهری تهران است.
در حوزهٔ شعر فارسی او تجربیاتی در ساخت اشعاری نیمه‌نوشتاری و نیمه‌تصویری و حتی اجرایی داشته که در این تجربیات در پی یافتن راه‌هایی برای انتقال احساسات به شیوه‌های امروزی‌تر و دقیق‌تر است.
فزونی مدیر هنری و طراح گرافیک مجلات فرهنگی و هنری بوده‌است که از جمله می‌توان به ماهنامهٔ فرهنگ و آهنگ، فصل‌نامهٔ هنر فردا، مجلهٔ ۷۷ و مجلهٔ خردنامه اشاره‌کرد. وی همچنین داور جشنواره‌های پوستر و گرافیک بوده‌است که از جمله می‌توان به داوری سالانهٔ سرو نقره‌ای اشاره کرد. همچنین وی مدیر هنری برنامه‌های تلویزیونی متعددی از جمله مقام بهار، نوروزنامه، آیین بهار، شب‌های پرتقالی و… بوده‌است.
طراحی پوستر برای نمایشگاه‌های پوستر داخل و خارج از ایران و دوسالانه‌های گرافیک، به‌علاوهٔ برپایی نمایشگاه‌های متعدد از آثار وی، از دیگر فعالیت‌های این هنرمند گرافیست و طراح محسوب می‌شوند. او همچنین فعالیت‌هایی در حوزهٔ تدریس طراحی گرافیک دارد.
فزونی به جز عرصه گرافیک در زمینه ویژوال آرت نیز فعالیت دارد. به جز نمایش‌های انفرادی، آثار طراحی او تاکنون در نمایشگاه رادیکال طراحی یک و دو و نمایشگاه ایران روی کاغذ در کنار آثار هنرمندانی چون احمد امین‌نظر، علی نصیر، ندا رضوی‌پور، امیر فرهاد، مهدی فرهادیان، آلا دهقان، وحید شریفیان، آزاده مدنی، شهریار احمدی و آزاده رزاق‌دوست به نمایش درآمده است.

### فعالیت‌های پژوهشی
از جمله فعالیت‌های پژوهشی فزونی می‌توان به پژوهش دربارهٔ «ریخت‌شناسی حروف فارسی» اشاره کرد که بخش نخست این پژوهش در سال ۱۳۸۸ در مقاله‌ای با عنوان «درآمدی بر ریخت‌شناسی نوشتار فارسی» در کتاب «دبیرهٔ الف» به چاپ رسیده‌است.

## جوایز
فزونی برای آثارش موفق به کسب جوایز مختلفی شده‌است که از آن جمله می‌توان به جایزهٔ بهترین اثر تایپوگرافی از اولین دوسالانهٔ پوستر شیکاگو (جایزهٔ هنرهای تایپوگرافیک STA) در سال ۲۰۰۸، دیپلم انجمن طراحان گرافیک ایران از نهمین دورهٔ دوسالانهٔ گرافیک تهران در سال ۲۰۰۷، نامزدی جایزهٔ بین‌المللی طراحی پوستر تایوان در سال ۲۰۰۵، همچنین جایزهٔ بهترین طراحی کتاب از جشنوارهٔ سرو نقره‌ای در سال ۲۰۱۱ اشاره کرد.
- سال ۲۰۰۵: نامزد جایزهٔ بین‌المللی طراحی پوستر تایوان؛[۱۲]
- سال ۲۰۰۷: دیپلم انجمن طراحان گرافیک ایران (IGDS)، نهمین دورهٔ دوسالانهٔ گرافیک تهران، تهران، ایران؛[۱۳]
- سال ۲۰۰۸: جایزهٔ بهترین اثر تایپوگرافیک، اولین دوسالانهٔ پوستر شیکاگو STA، آمریکا؛[۱۴]
- سال ۲۰۱۰: جایزهٔ بهترین طراحی برای جلد کتاب، جشنوارهٔ روزی روزگاری، تهران، ایران؛[۱۵]
- سال ۲۰۱۱: جایزهٔ سرو نقره‌ای در طراحی صفحه‌آرایی کتاب، تهران، ایران.[۱۶]

## پی‌نوشت
1. ↑  فزونی، وبگاه شخصی، بخش CA.
2. 1 2 3 4 5 6 7  زندگی‌نامه: فرهاد فزونی (۱۳۵۸-).
3. ↑  Wittner and  Thoma, Arabesque 2.
4. ↑  متن و تصویر.
5. ↑  فزونی، وبگاه شخصی، بخش#.
6. ↑  «مجله رنگ | مجله الکترونیکی طراحان گرافیک ایران». www.rangmagazine.com. بایگانی‌شده از اصلی در ۱۹ مه ۲۰۱۹. دریافت‌شده در ۲۰۱۹-۰۵-۱۶.
7. 1 2  «گالری طراحان آزاد | فرهاد فزونی». azadart.gallery. دریافت‌شده در ۲۰۱۹-۰۵-۱۶.
8. ↑  «انجمن صنفی طراحان گرافيک ايران». graphiciran.com. دریافت‌شده در ۲۰۱۹-۰۵-۱۶.[پیوند مرده]
9. 1 2  «دومين «دبيره» پس از يك سال مي‌آيد». ایسنا. ۲۰۱۰-۰۸-۰۹. دریافت‌شده در ۲۰۱۹-۰۵-۱۶.
10. ↑  پالیزگیر، «معرفی کتاب»، مجلهٔ رنگ.
11. ↑  فزونی، وبگاه شخصی، بخش CA.
12. ↑  فزونی، وبگاه شخصی، بخش CA.
13. ↑  فزونی، وبگاه شخصی، بخش CA.
14. ↑  فزونی، وبگاه شخصی، بخش CA.
15. ↑  جایزهٔ روزی روزگاری.
16. ↑  آثار برندگان سرو نقره‌ای ۹۰.